# Dżuryn (obwód winnicki)
Dżuryn (ukr. Джурин) – wieś na Ukrainie w rejonie szarogrodzkim, obwodu winnickiego.

## Zamek, dwór
- murowany zameczek obronny wybudowany przez Czuryłów przetrwał do 1917 r.[1]
- pałac dobudowany do zamkowych murów w pierwszej połowie XIX w. w stylu klasycystycznym przez Piotra Sobańskiego (1784-1868)[1]. Z powodu podmokłego terenu ściany pałacu się zarysowały i został on opuszczony. Do 1914 r. przetrwała tylko ruina. Pałac otaczał park założony przez ogrodnika Dionizego Miklera, twórcę parków i ogrodów na Wołyniu i Podolu[2]. Pałac posiadał kilka wież, m.in. nad sienią wjazdową i kancelarią, bibliotekę z 7.000 książek[3].

## Urodzeni
- Kazimierz Piwakowski (1889–1960), polski oficer i działacz niepodległościowy.